# 3C 75
3C75 (auch 3C 75) sind zwei supermassereiche schwarze Löcher im Abell 400-Galaxienhaufen, die sich in dem Galaxienpaar NGC 1128 befinden. Ein Charakteristikum sind dessen vier Jets. 3C75 bewegt sich mit 1200 km/s (4.320.000 km/h) durch das Clusterplasma.